# Trepidulus
Trepidulus es un género de saltamontes de la subfamilia Oedipodinae, familia Acrididae, y está asignado a la tribu Psinidiini. Este género se distribuye en el noroeste de México y en el suroeste de Estados Unidos.

## Especies
Las siguientes especies pertenecen al género Trepidulus:
- Trepidulus concinens Otte, 1984
- Trepidulus hyalinus (Scudder, 1900)
- Trepidulus rosaceus (Scudder, 1900)